# Chorisoneura peruana
Chorisoneura peruana är en kackerlacksart som beskrevs av Andrew Nelson Caudell 1914. Chorisoneura peruana ingår i släktet Chorisoneura och familjen småkackerlackor.
Artens utbredningsområde är Peru. Inga underarter finns listade i Catalogue of Life.